# Гирченко, Владимир Петрович
Владимир Петрович Гирченко (1878—1953) — историк, архивист, краевед, внук декабриста Владимира Александровича Бечаснова.

## Биография
Владимир Петрович родился 29 июня 1878 года в Верхнеудинске (ныне ул. Ленина, 3) в купеческой семье. Отец — Гирченко Пётр Васильевич — купец 2-й гильдии. Отец был заседателем городской ратуши, членом городской управы, первым директором верхнеудинского городского общественного банка.
Окончил читинскую мужскую гимназию. Поступил на историко-филологическое отделение Московского университета. Незадолго до окончания университета был арестован за участие в студенческой сходке. 6 месяцев Владимир Петрович провёл в тюрьме города Ирбит, и был выслан на родину под полицейской надзор. В 1904 году сдал экзамены и окончил университет. До 1909 года преподавал историю в читинской 1-й женской гимназии. С 1909 года по 1917 год работал старшим землемером верхнеудинского землеустроительного отряда. С 1910 года начал изучать архивы Верхнеудинска.
Владимир Петрович был членом Забайкальского отделения РГО. Организовал сбор и научную обработку документов, опубликовал около 40 очерков и статей.
С 1917 года заместитель редактора газеты «Известия Верхнеудинского комитета и Совета рабочих и солдатских депутатов».
В 1918 году входил в состав редколлегии по составлению «Хрестоматии по Забайкальской области». С 1918 года был председателем Общества изучения Прибайкалья.
С 1920 года заведовал внешкольным отделом народного образования Верхнеудинского уезда. В 1921 году назначается заведующим кафедрой прибайкаловедения при Прибайкальском народном университете. Летом 1921 года организовал одну из первых выставок «По Прибайкалью», что стало началом музейного дела в Бурятии. Руководил внештатным отделом народного образования. В 1923 году Владимир Петрович стал заведующим Прибайкальским губернским архивным бюро.
В мае 1924 года в Верхнеудинске было создано Бурят-Монгольское общество содействия жертвам интервенции. Гирченко стал одним из учредителей общества.
С октября 1924 года по октябрь 1931 года Владимир Петрович работал заведующим первого Архивного управления Бурят-Монгольской АССР. В поездках по республике собирал, систематизировал и описывал материалы для архивного фонда. Занимался историей и этнографией бурят.
В 1925 году в бюллетене «Бурятиеведение» опубликовал программу «Об учёте памятников искусства и старины в Бурреспублике», в которой дал рекомендации, инструкции и методику регистрации памятников истории, разработал классификацию памятников искусства.
С 1924 года по 1930 год работал в научном обществе имени Д. Банзарова. С октября 1931 года работал в Бурят-Монгольском государственном научно-исследовательском институте культуры (позднее научно-исследовательский институт языка, литературы и истории, ГИЯЛИ) в должности заведующего сектором истории.
С 1932 года по 1939 год Владимир Петрович по заданию ГИЯЛИ в Москве изучал материалы по истории Бурятии. С 1939 года по 1941 год в московском Институте истории АН СССР изучал историю Сибири XIX — XX веков.
С сентября 1941 года по 1943 год работал в Государственном историческом архиве НКВД СССР сначала в должности сотрудника архива дореволюционных фондов, а затем в должности начальника отдела военных фондов.
Владимир Петрович умер в сентябре 1953 года в Москве. Похоронен в Москве на Пятницком кладбище на участке декабристов.

## Автор трудов
- Из истории переселения в Прибайкалье старообрядцев — семейских. Верхнеудинск, 1921
- Прибайкалье. Краткий исторический очерк. Верхнеудинск, 1922.
- Краткий указатель литературы по Прибайкалью. Верхнеудинск, 1923. В соавторстве с К. И. Вельминым и А. П. Бажиным
- Буряты и тунгусы в Прибайкалье. Верхнеудинск, 1921
- История бурят-монголов-хоринцев первой половины XIX в. Верхнеудинск, 1928
- Русские и иностранные путешественники XVII, XVIII и первой половины XIX веков о бурят-монголах. Улан-Удэ, 1939.